# Ascensor Reina Victoria
El ascensor Reina Victoria, ubicado en el cerro Alegre, es uno de los 30 ascensores que forman parte de la historia de la ciudad de Valparaíso, Chile. Se construyó en 1902 y se inauguró el 4 de marzo de 1903. Fue declarado Monumento Histórico, mediante el Decreto Exento n.º 866, del 1 de septiembre de 1998.

## Historia
Fabricado por Federico Page y Manuel Valenzuela, el ascensor se construyó en 1902 y se inauguró el 4 de marzo del año siguiente. Recibe su nombre por la reina Victoria del Reino Unido, que falleció en 1901. Los terremotos de 1971 y de 1985 dañaron su estructura, por lo que permaneció cerrado durante varios años, hasta que fue remodelado en 1988. En 2012 se realizó otra reparación del ascensor luego de que en enero se cortara el cableado que conllevó el reemplazo de 120 metros de cables. Reabierto a la semana del incidente, durante el mismo año se emprendió, en marco de arreglos a cinco funiculares municipales, otra remodelación que terminó el 13 de octubre, cuando volvió a entrar en funcionamiento.

## Descripción y alrededores
Para llegar a la estación inferior desde el plano de Valparaíso lo mejor es hacerlo desde la plaza Aníbal Pinto, tomando la subida Cummings (detrás del monumento a Carlos Condell, el famoso comandante de goleta Covadonga, a la izquierda) y a los pocos metros la avenida Elías (a la derecha), donde esta se encuentra junto a la casa cervecera Altamira. En esta calle hay numerosos grafitis contiguos a la estación del Reina Victoria. 
Con capacidad para diez personas, su diseño es traslúcido, con pequeñas ventanas, similar a las viviendas porteñas. Posee el trayecto más corto, pero el de más pendiente entre los ascensores de este puerto: el largo del recorrido vertical es de 40 metros y alcanza una altura de 35 metros, con una pendiente de 52 grados. Los rieles están apoyados en el mismo cerro, afianzados por durmientes. Cuando se construyó, el ascensor funcionaba con un sistema de balanzas de agua, pero en la actualidad lo hace con un motor eléctrico.

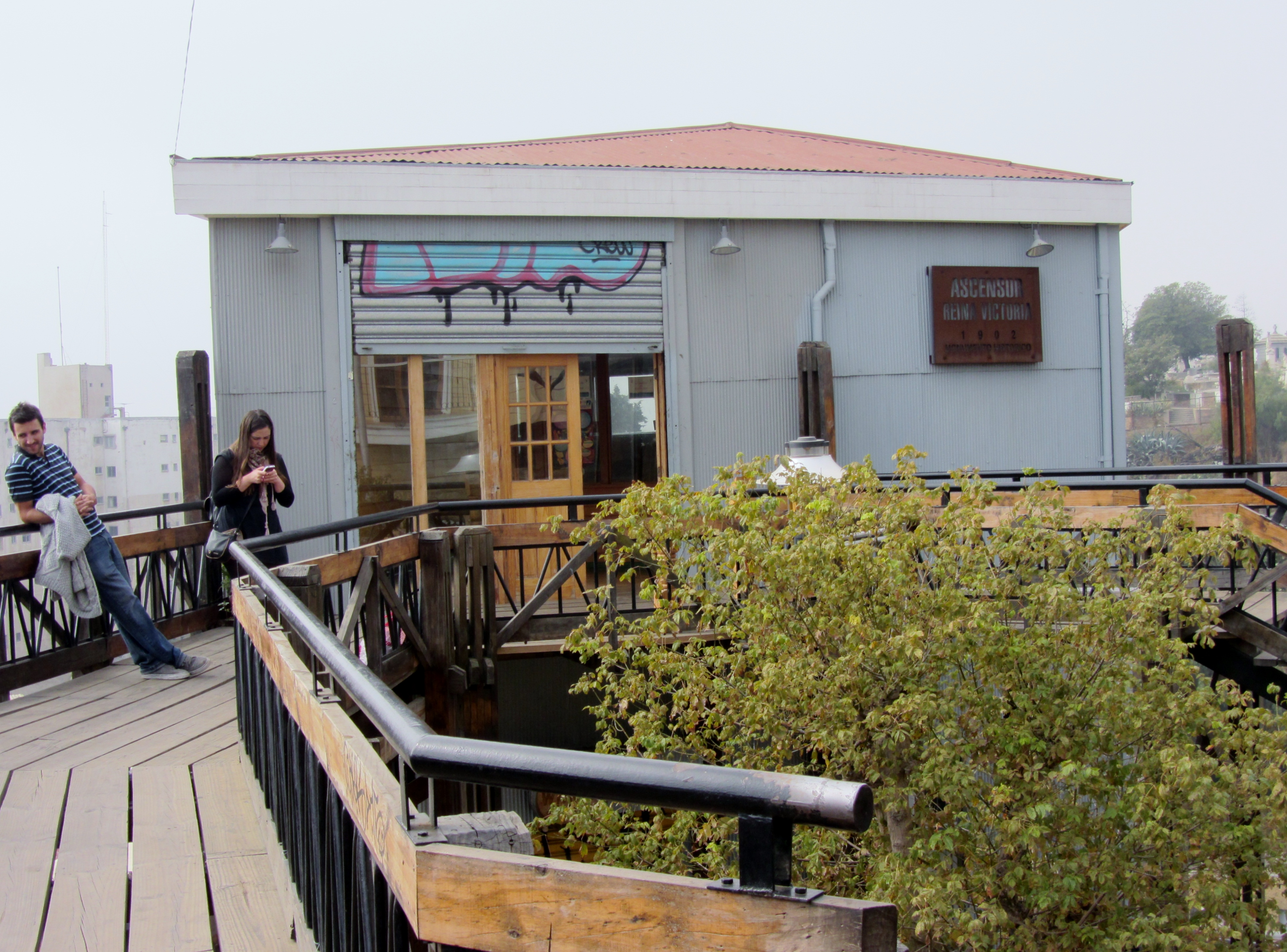
Estación superior

La estación superior termina en una plazoleta, que en 2014 fue remodelada y rebautizada en honor al caricaturista de origen italiano Lukas (Renzo Pecchenino). En ella los artistas grafiteros Unkolordistinto (Cynthia Aguilera, que también firma solo como Cines y Sammy Espinoza, Jekse o Jehkse), recrearon 120 de los personajes del Bestiario del Reyno de Chile, ocupando todos los muros de la plazoleta.
Desde la plazoleta hay hermosas vistas del vecino cerro Concepción y su iglesia luterana de La Santa Cruz. En la estación superior comienza el paseo Dimalow, con los hoteles boutique Casa Vander y Fauna. El primero da a la plazoleta y su cara norte, que mira al ascensor, está adornada en su parte inferior con personajes de Lukas pintados por Unkolordistinto. El paseo Dimalow es famoso por las vistas que se abren desde él y por los murales que se pueden admirar al recorrerlo, entre los que destaca el inmenso personaje pintado por La Robot de Madera (se ve desde el comienzo del paseo, a la derecha, en la cara norte de un edificio), que tiene en su pecho una torre en llamas. El paseo Dimalow termina en la calle Almirante Montt, la que, a la derecha, conduce a la iglesia anglicana de San Pablo, que marca el comienzo del cerro Concepción.

## Galería

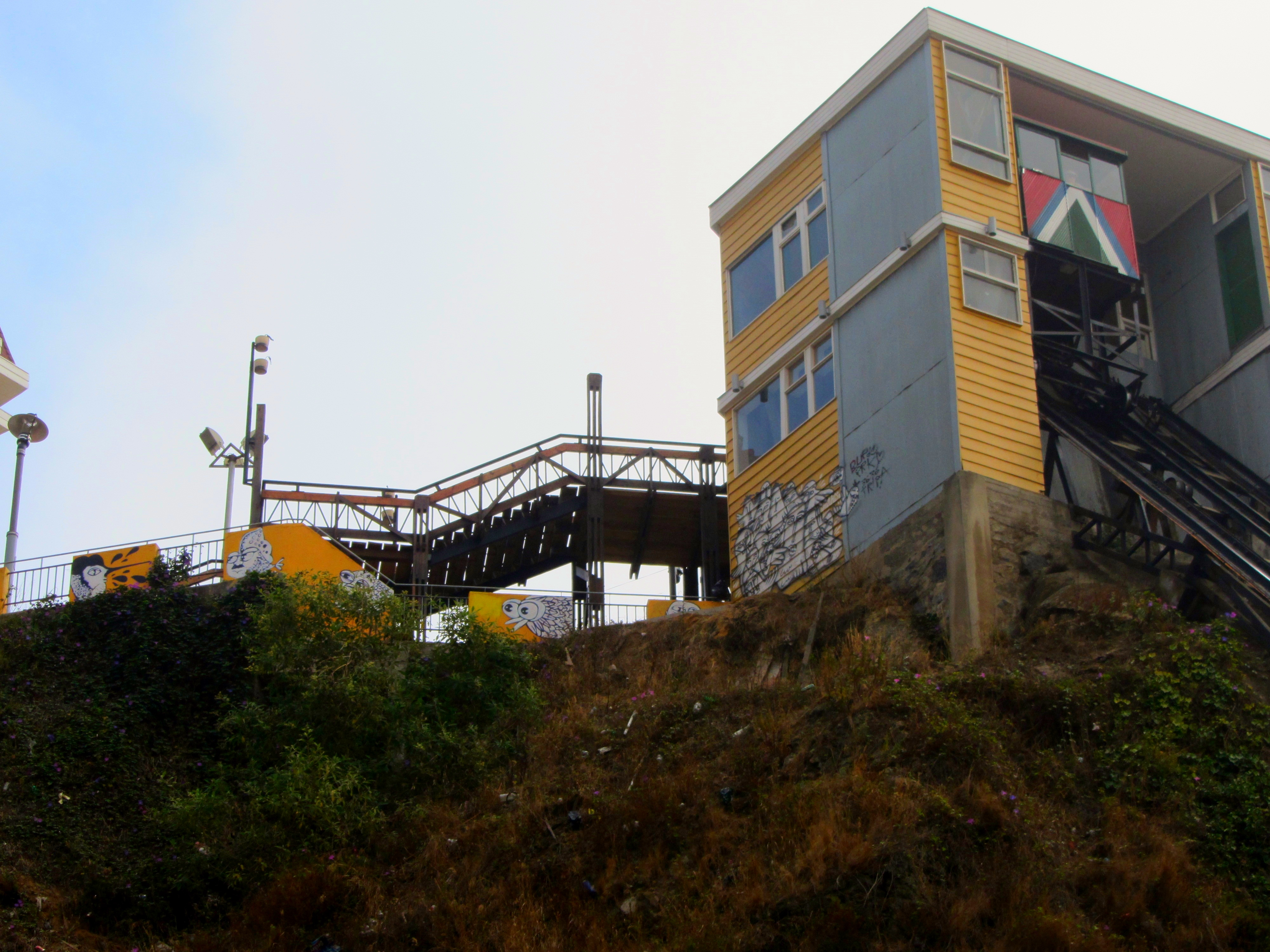
Estación superior y pasarela
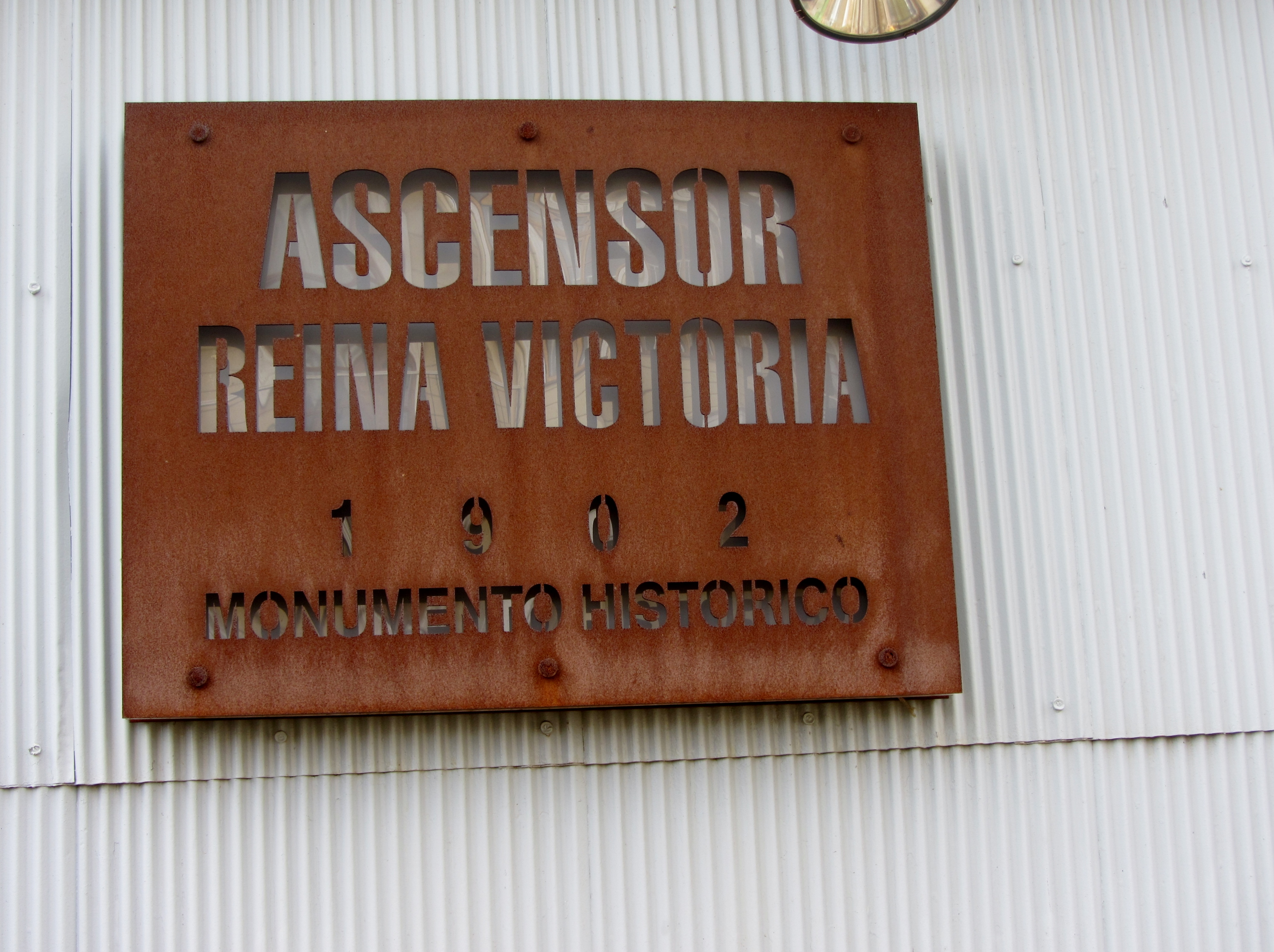
Placa exterior
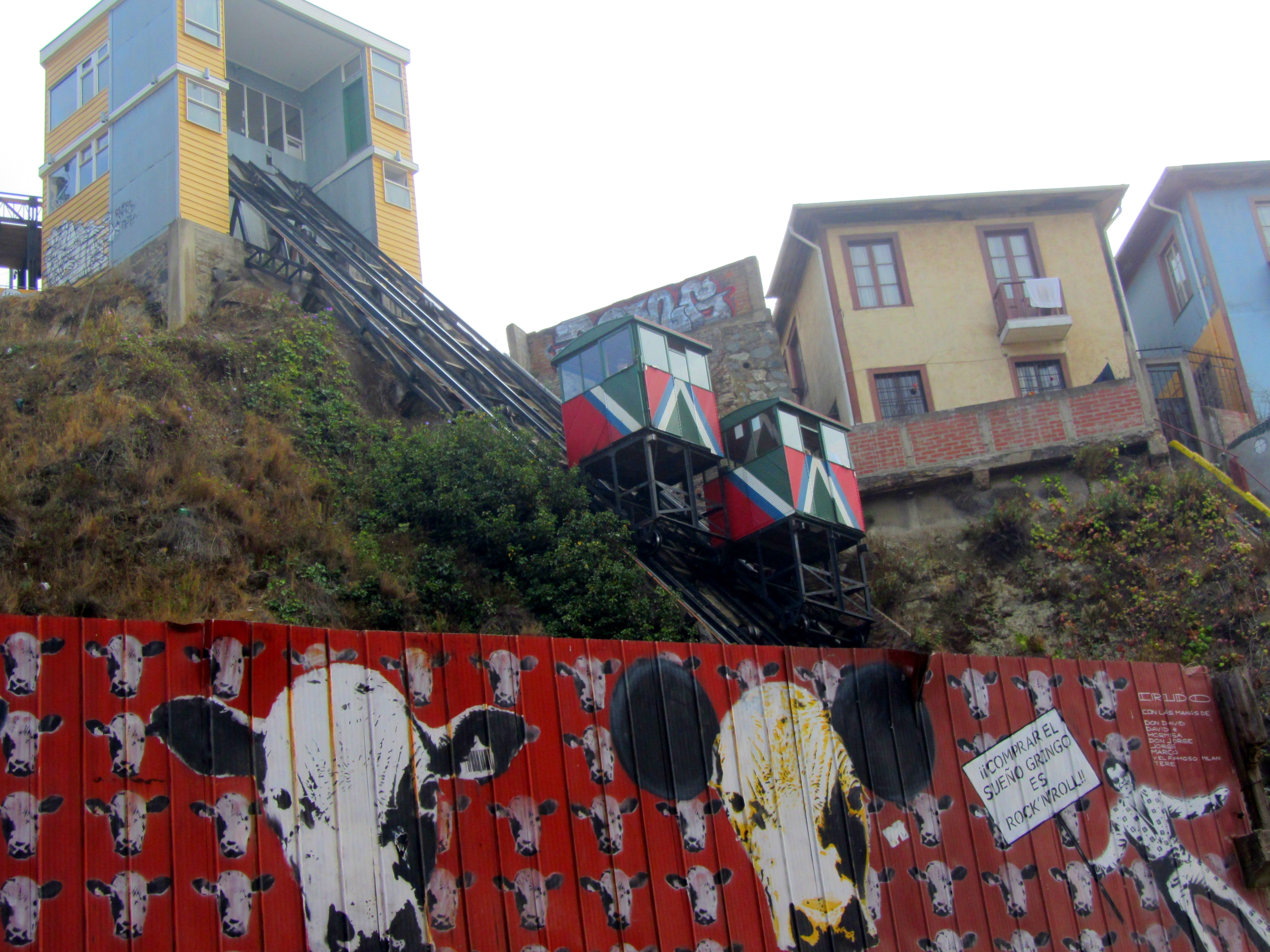
Vista desde avda. Elías
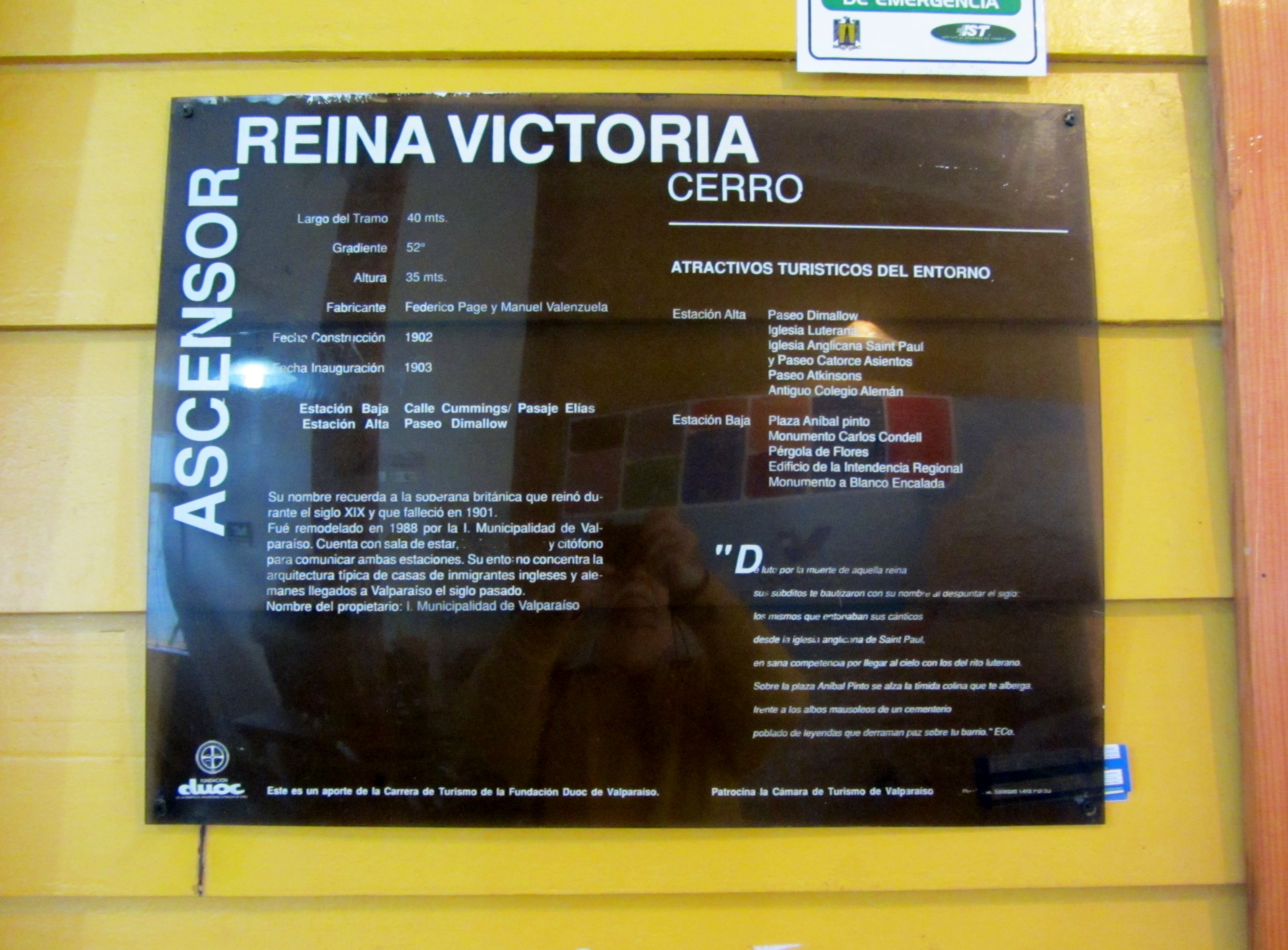
Placa informativa interior
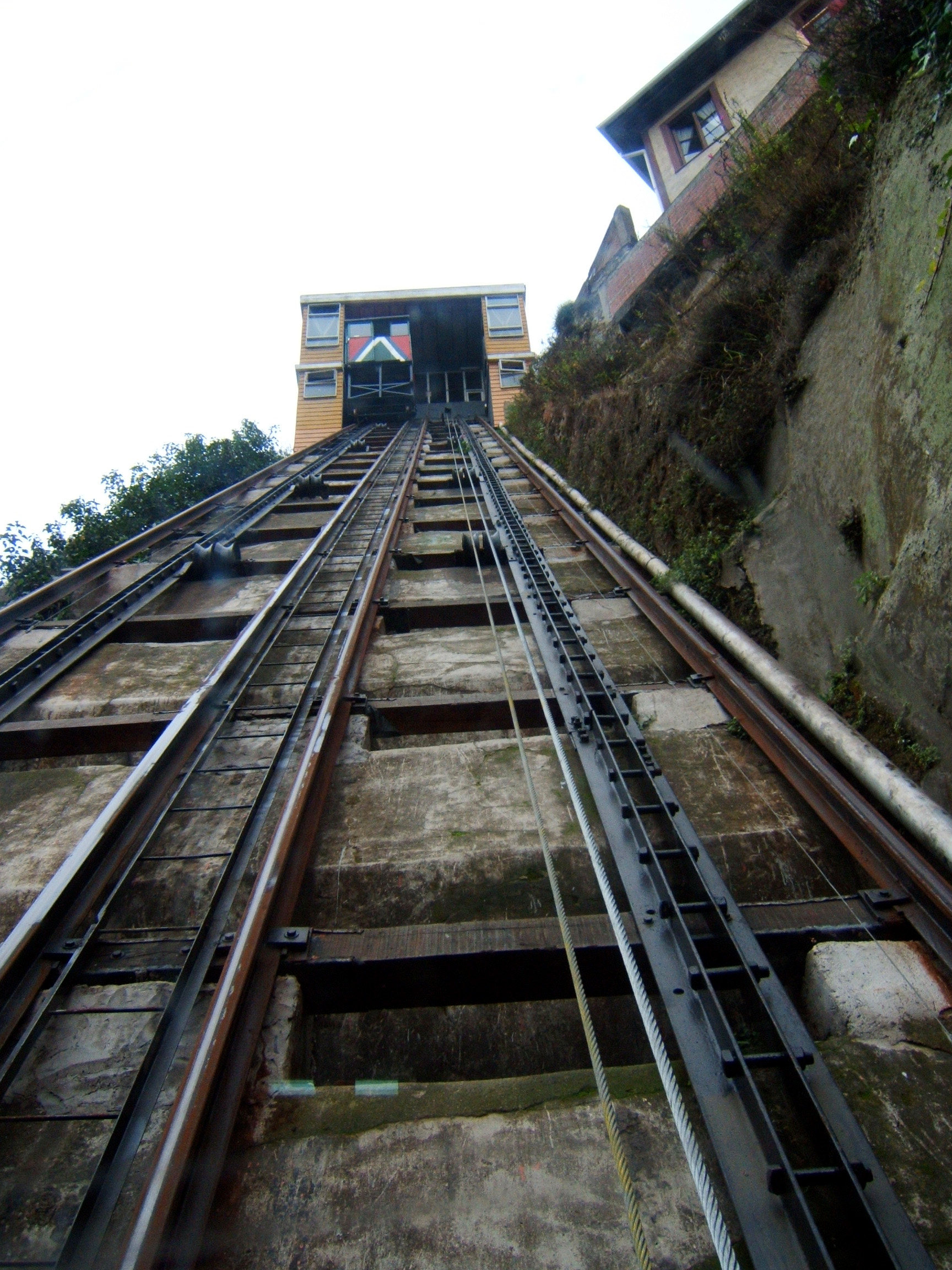
Rieles empinados
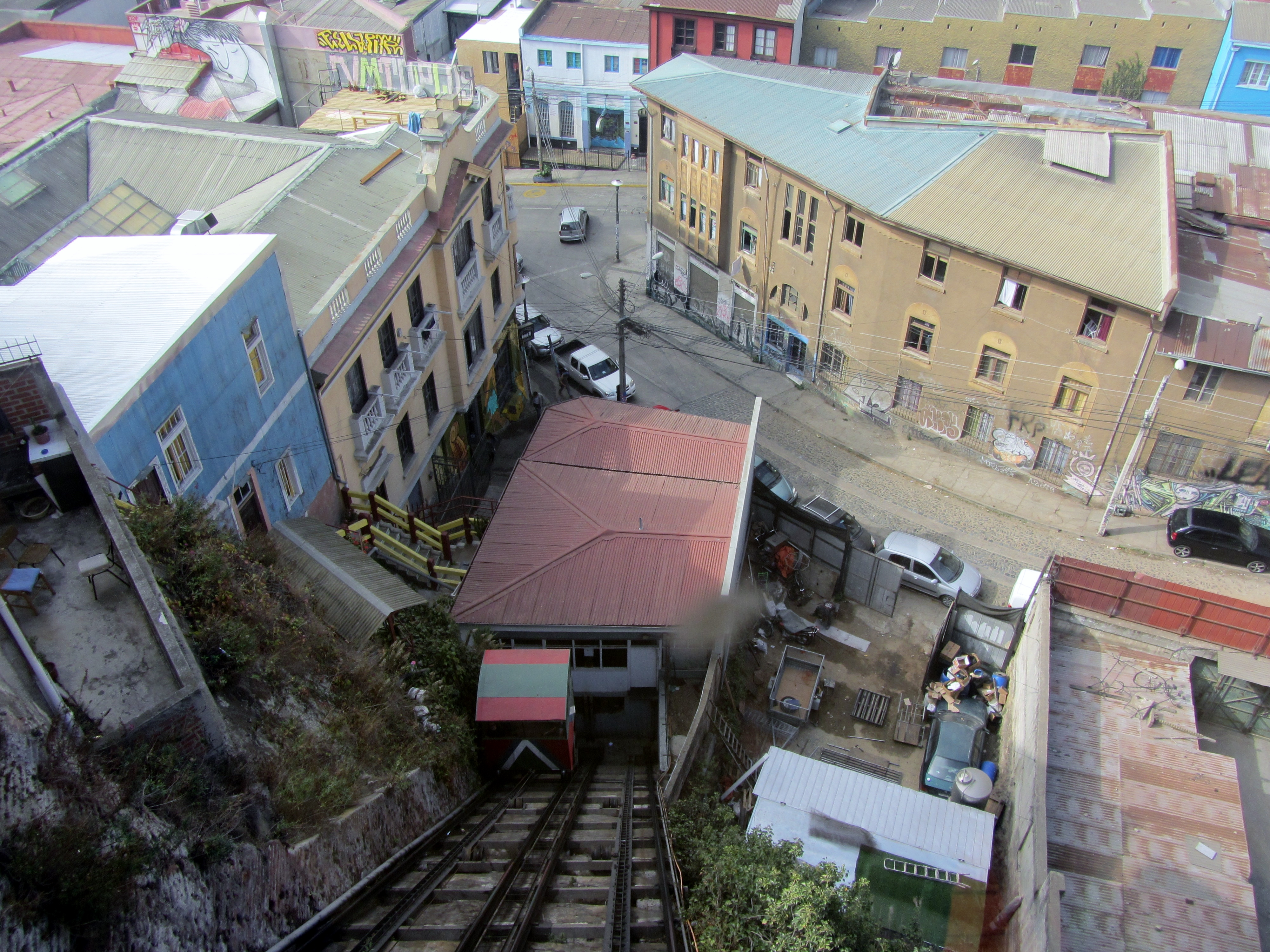
Vista hacia avda. Elías; a la izq. grafiti de Ella et Pitr

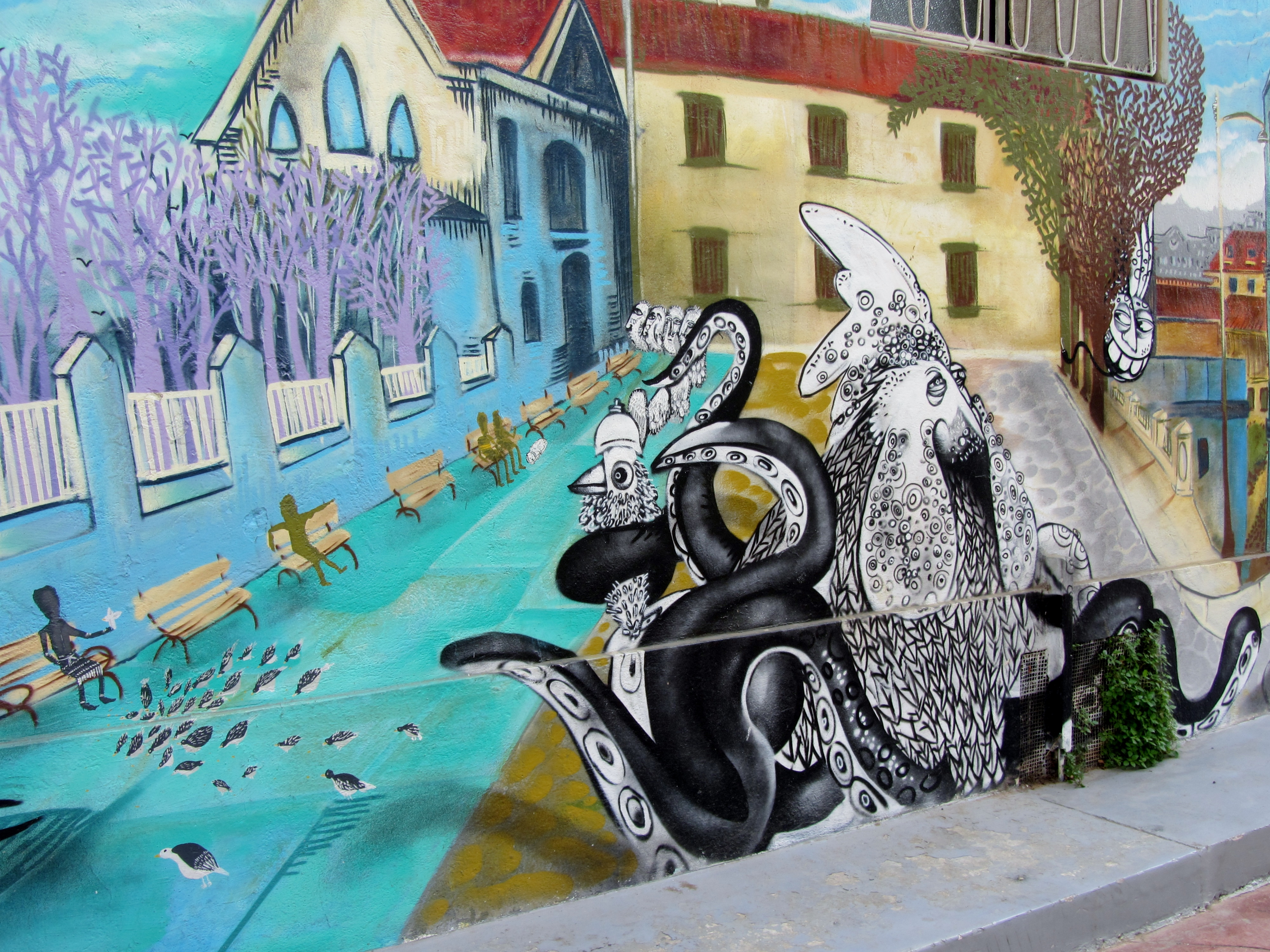
En primer plano, Gallo pulpo
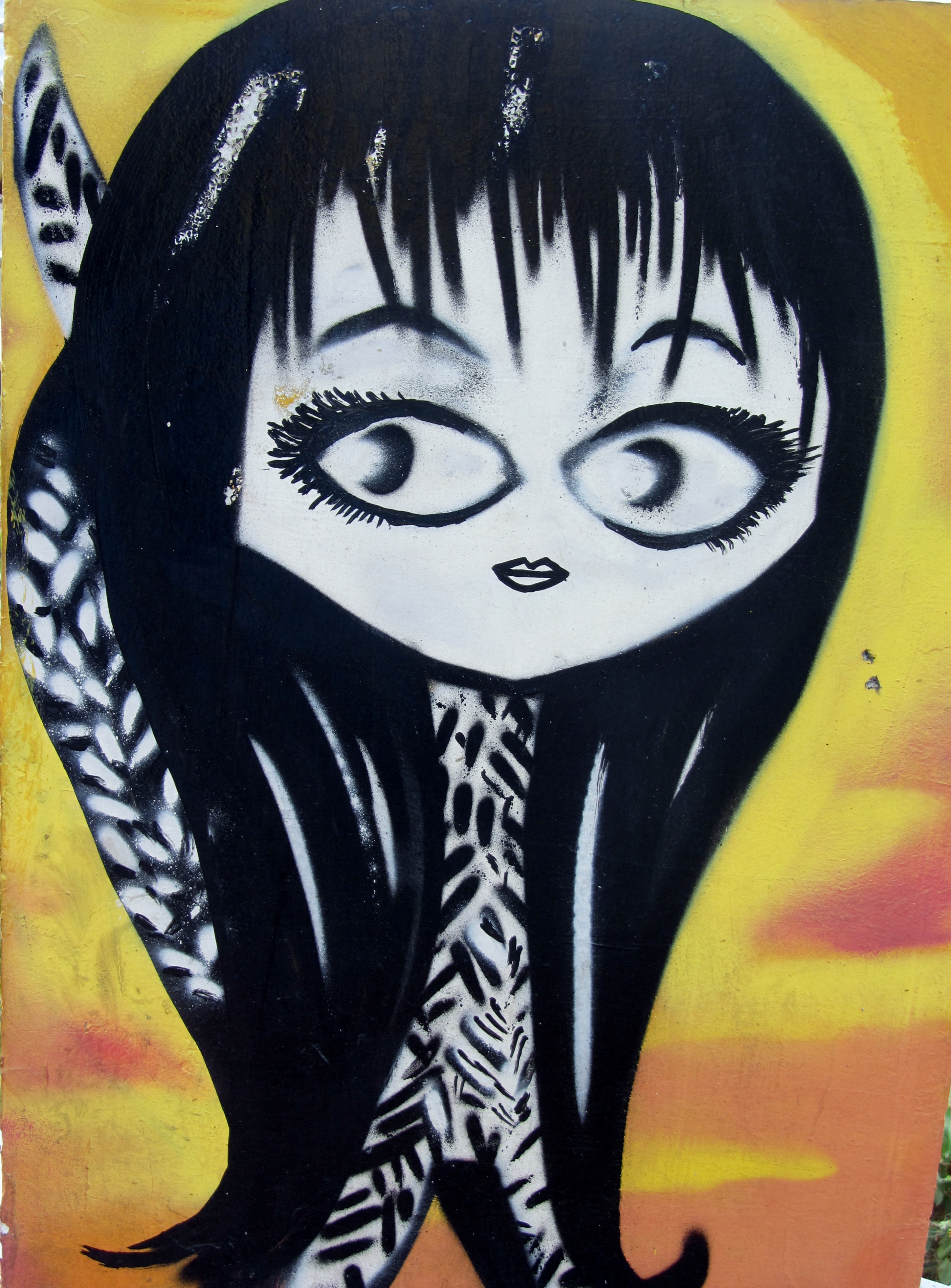
Cabra caballa
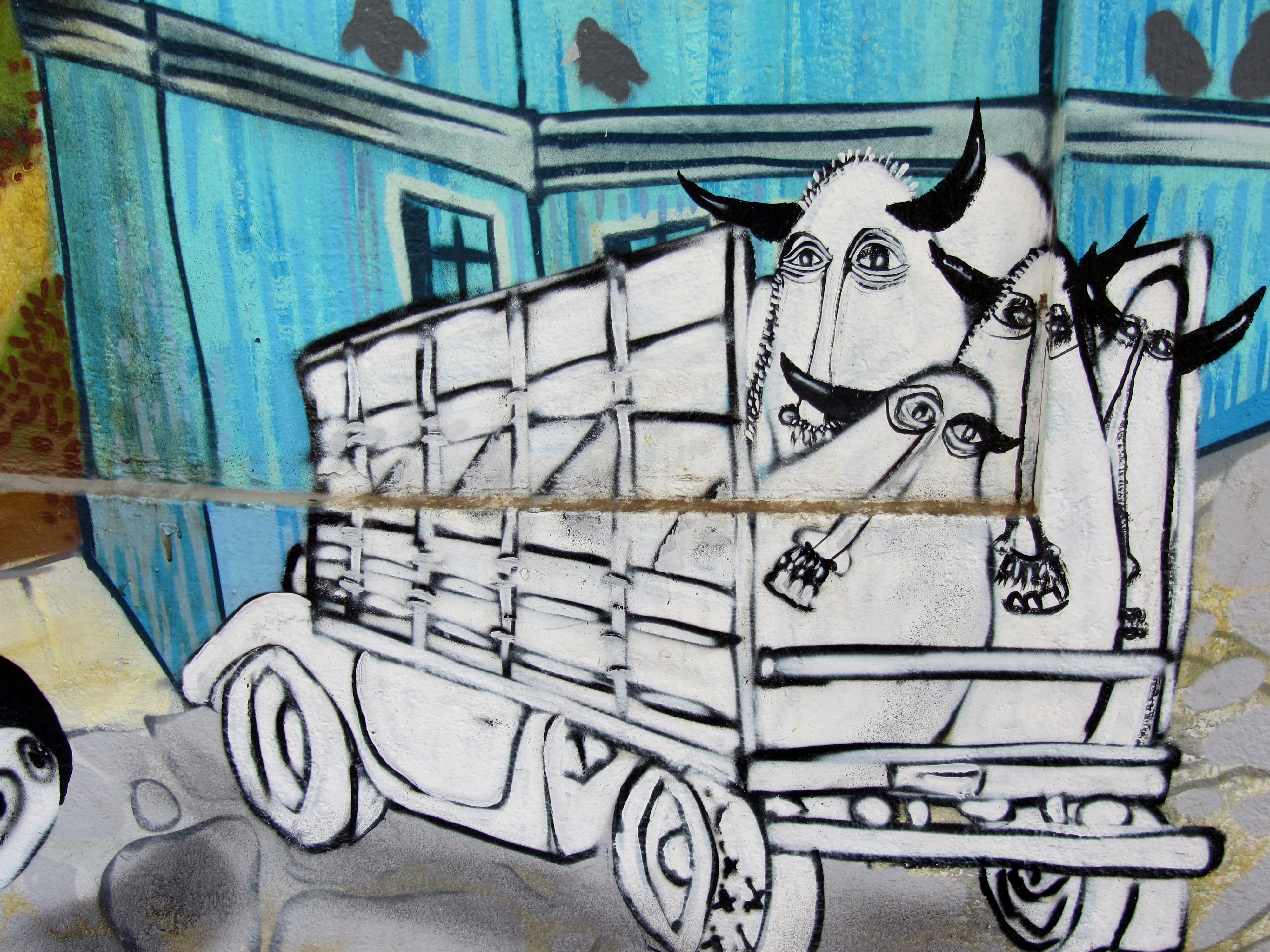
Carneros
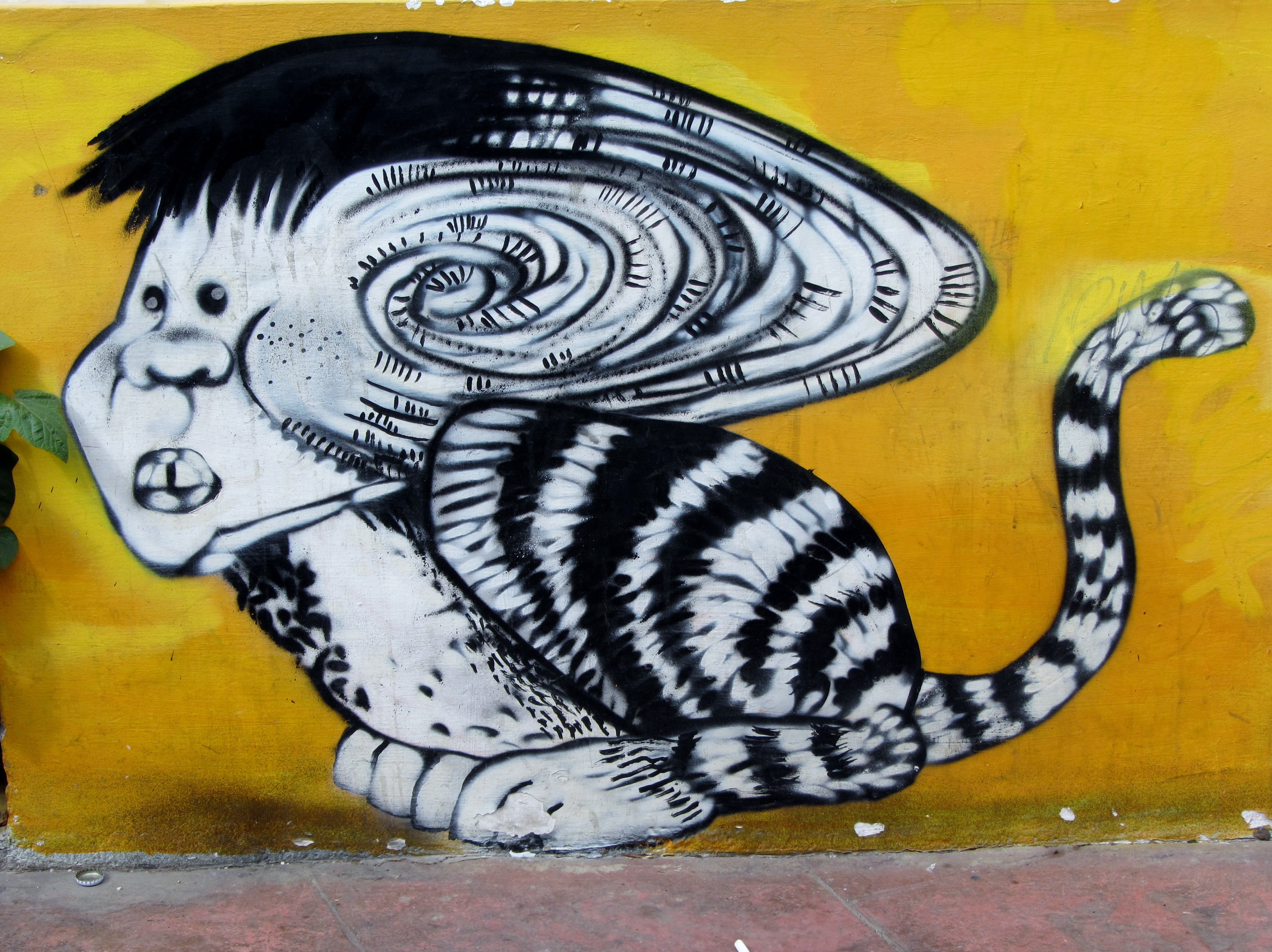
Cabro choro hijo de tigre
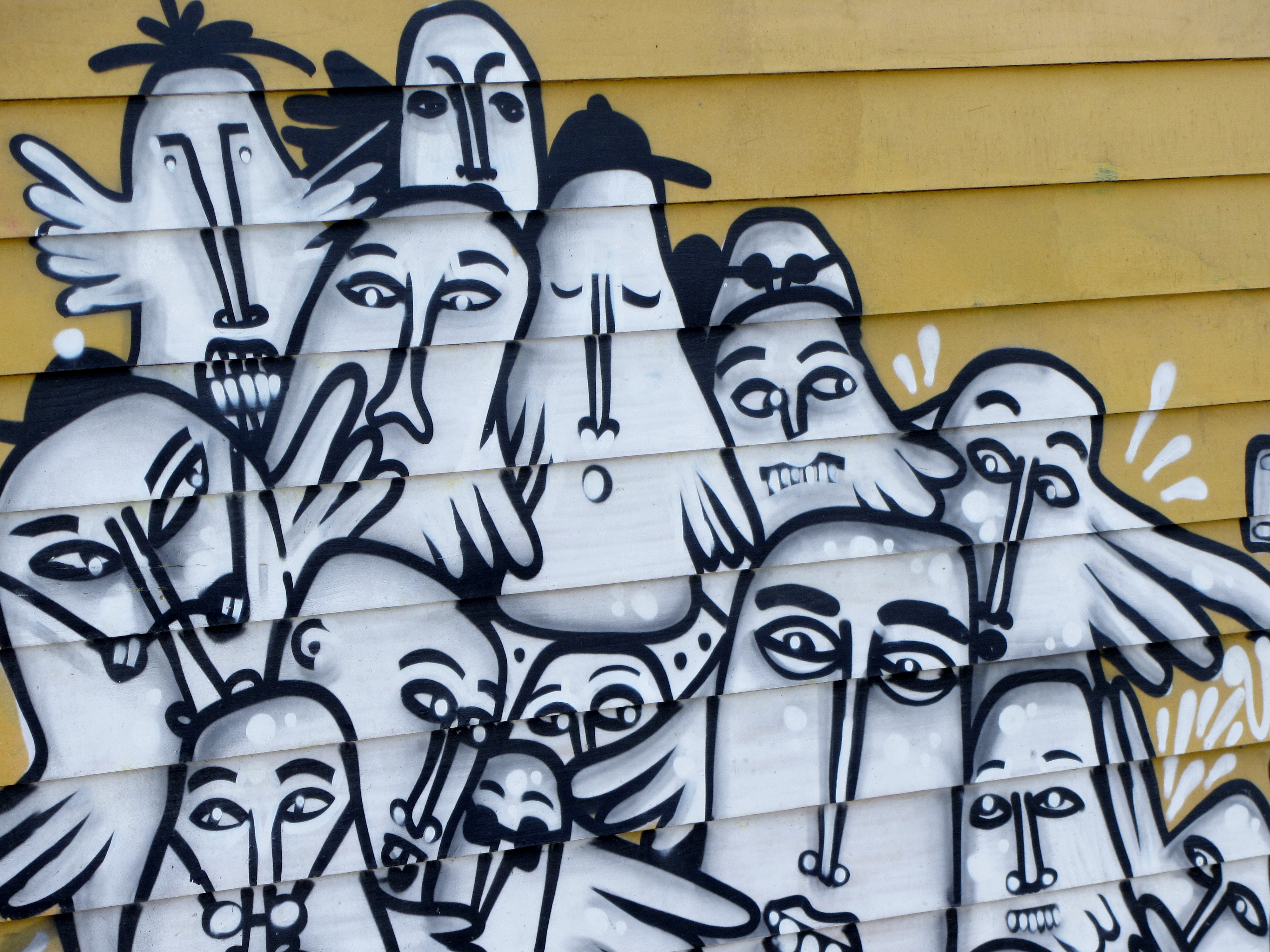
Pajarones
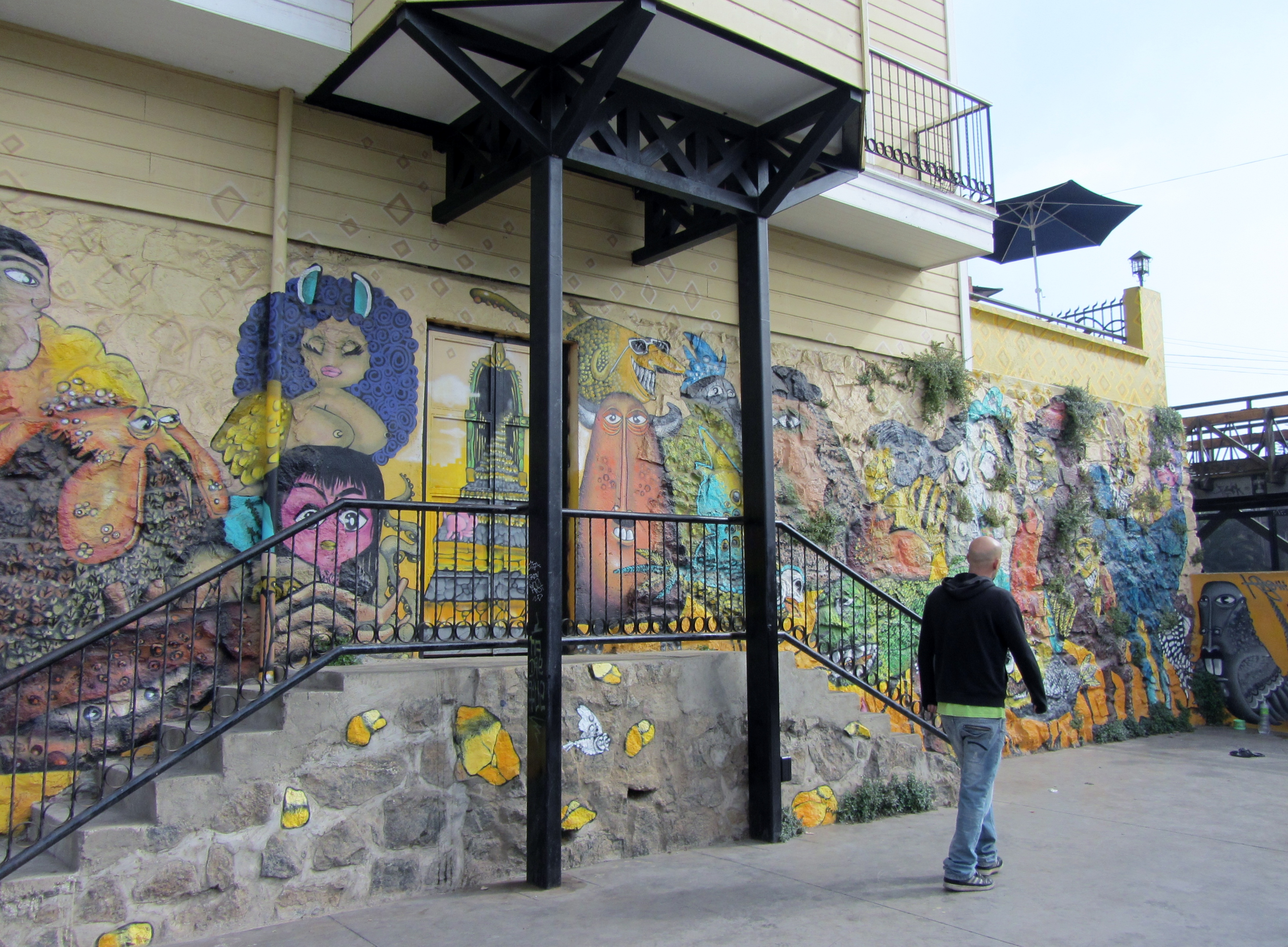
La gallada
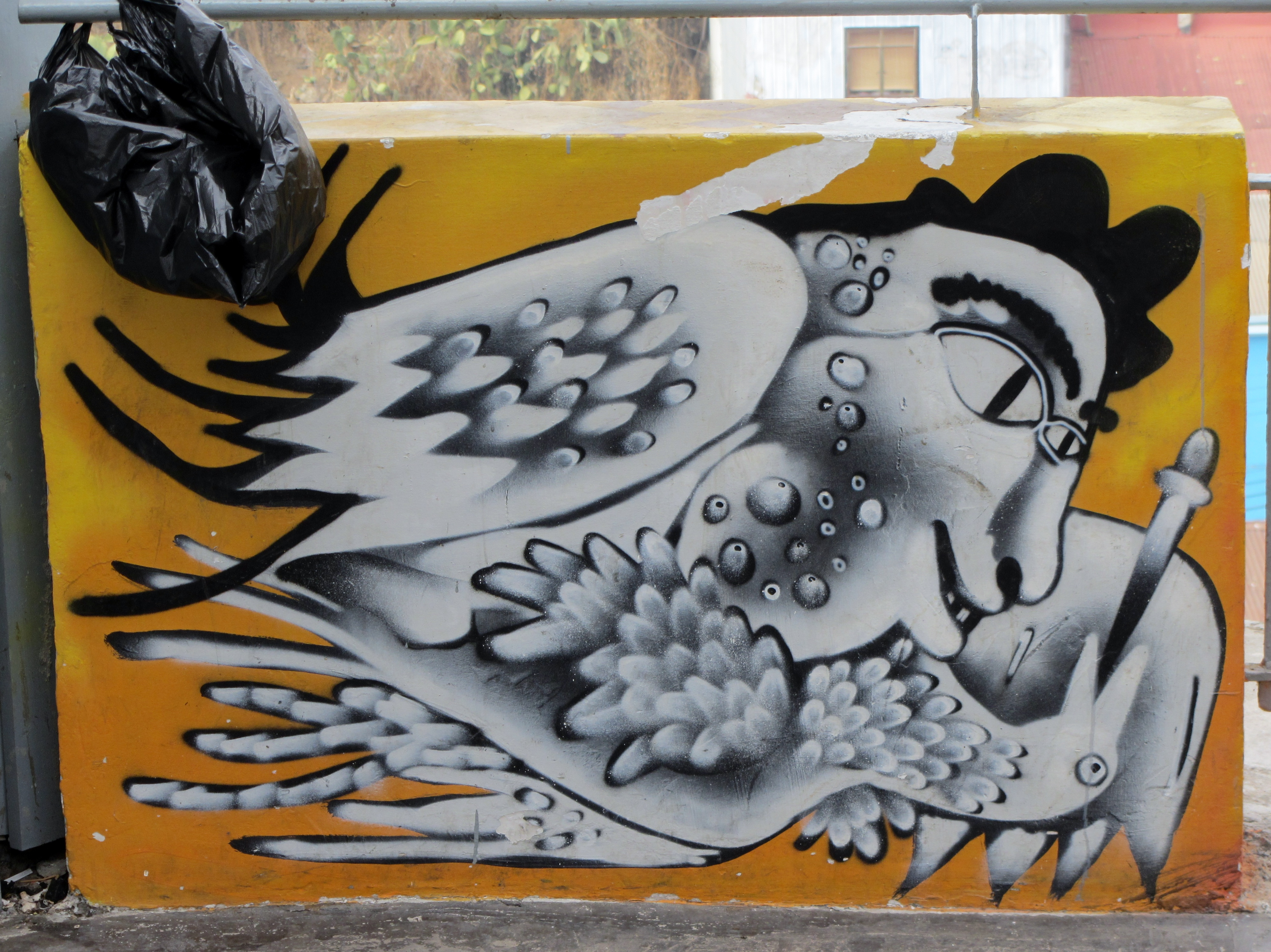
Gallo vaca emborrachando la perdiz
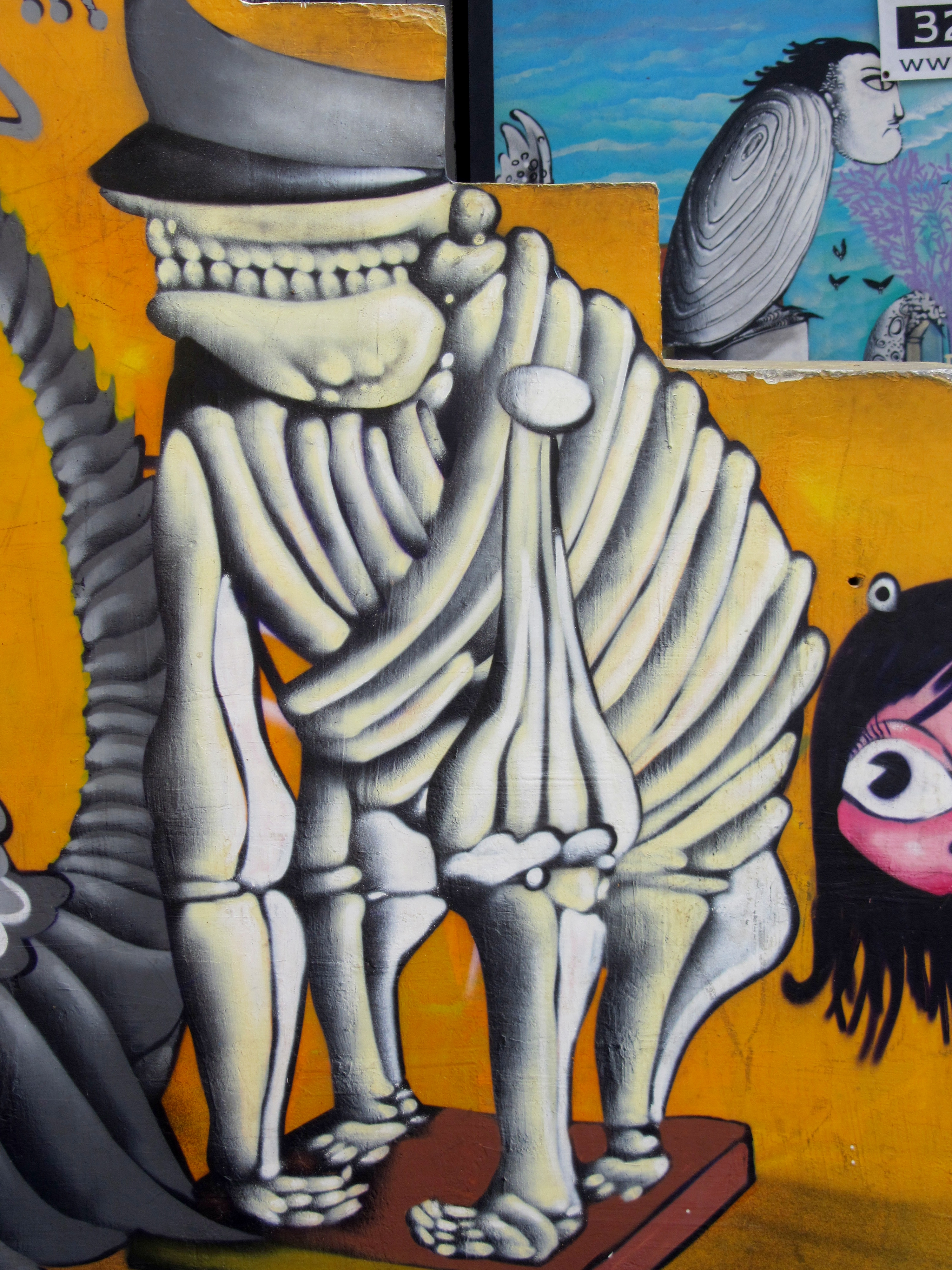
Gorila (extinguido)

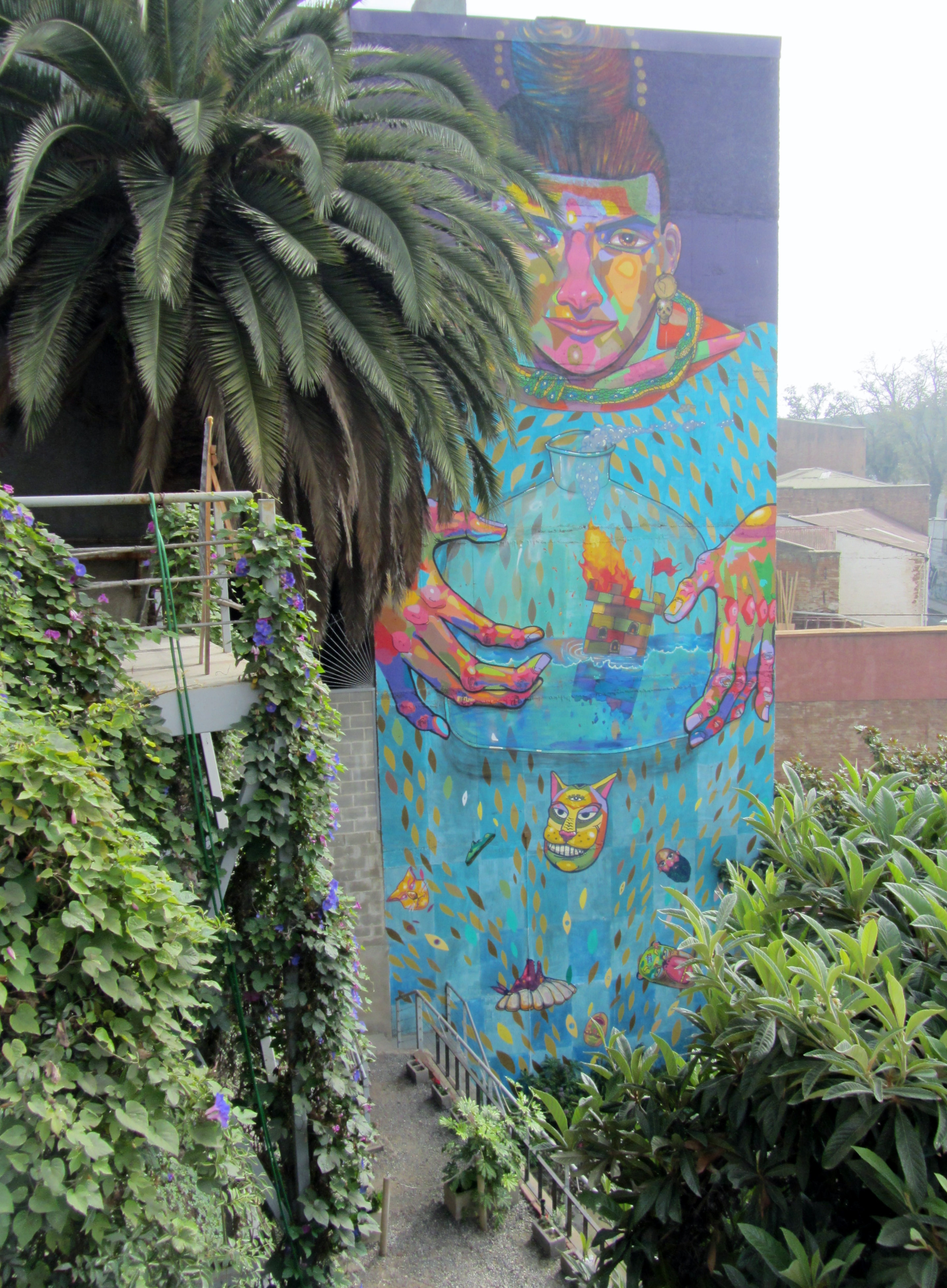
LRM - Torre en llamas
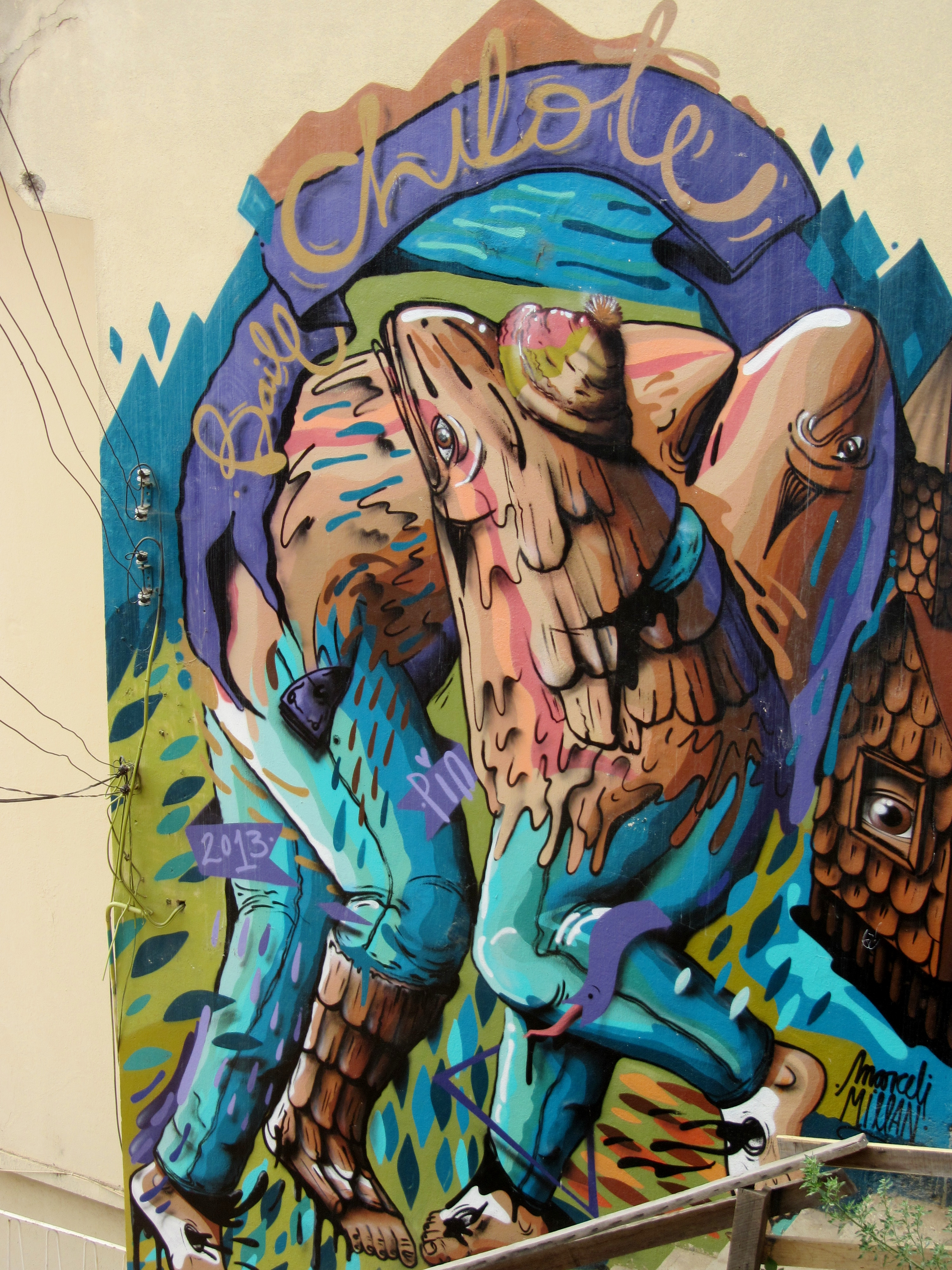
Marceli Millan - Baile chilote
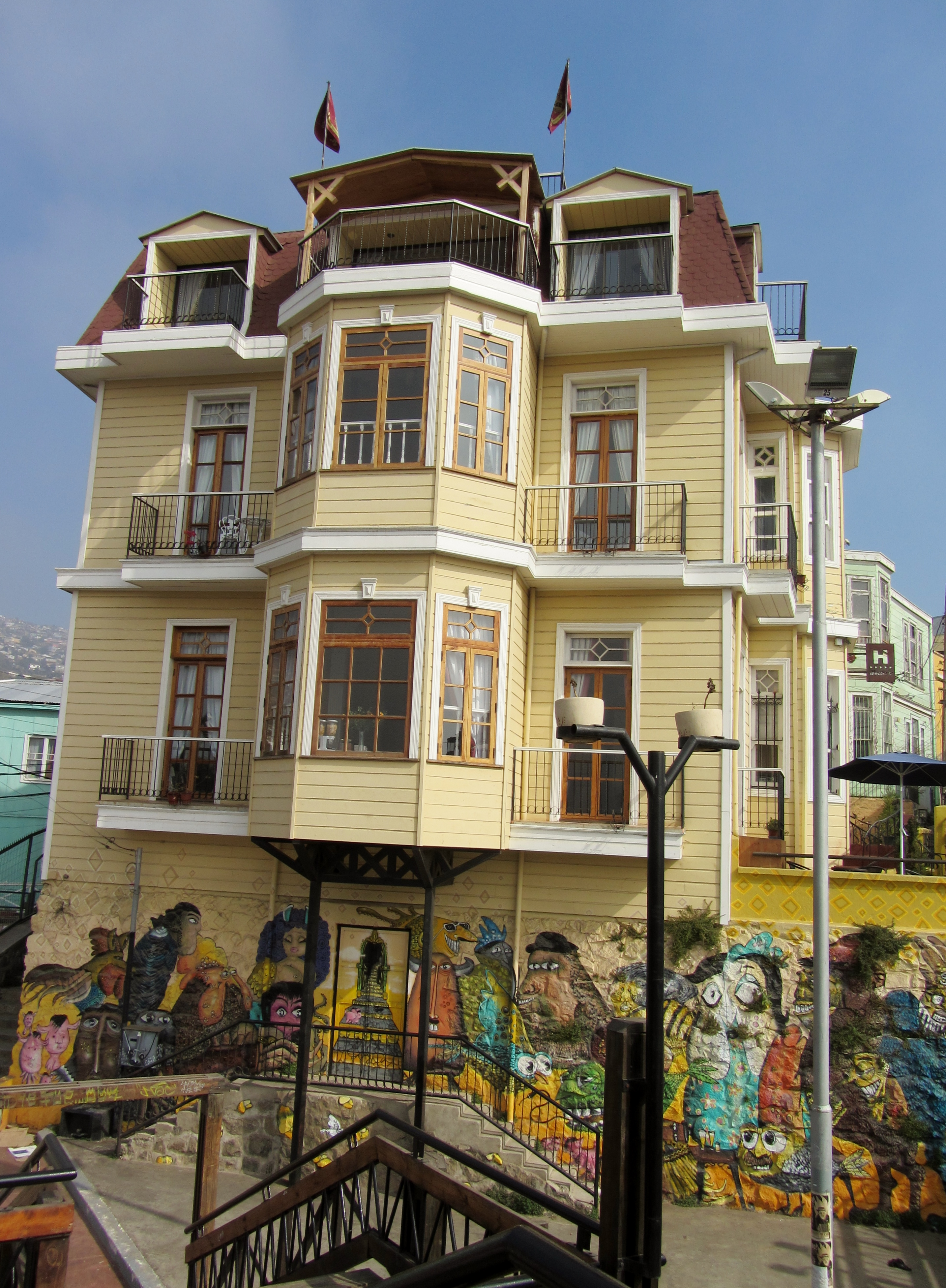
Casa Vander
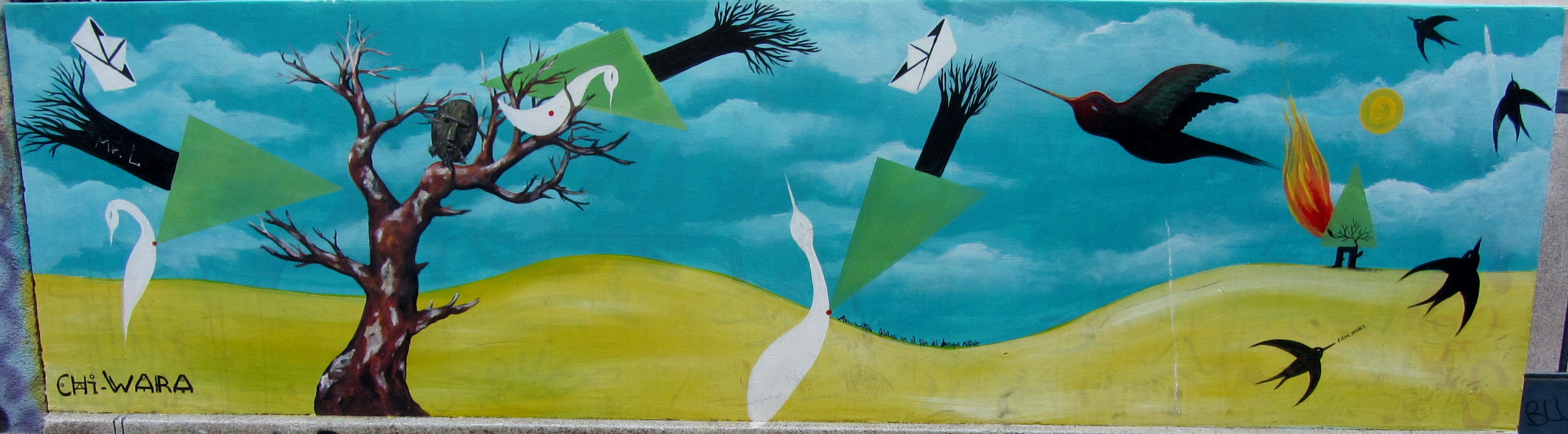
Smides & Chiwara - Ave_rrantes (b)alas en el fin del bosque nativo
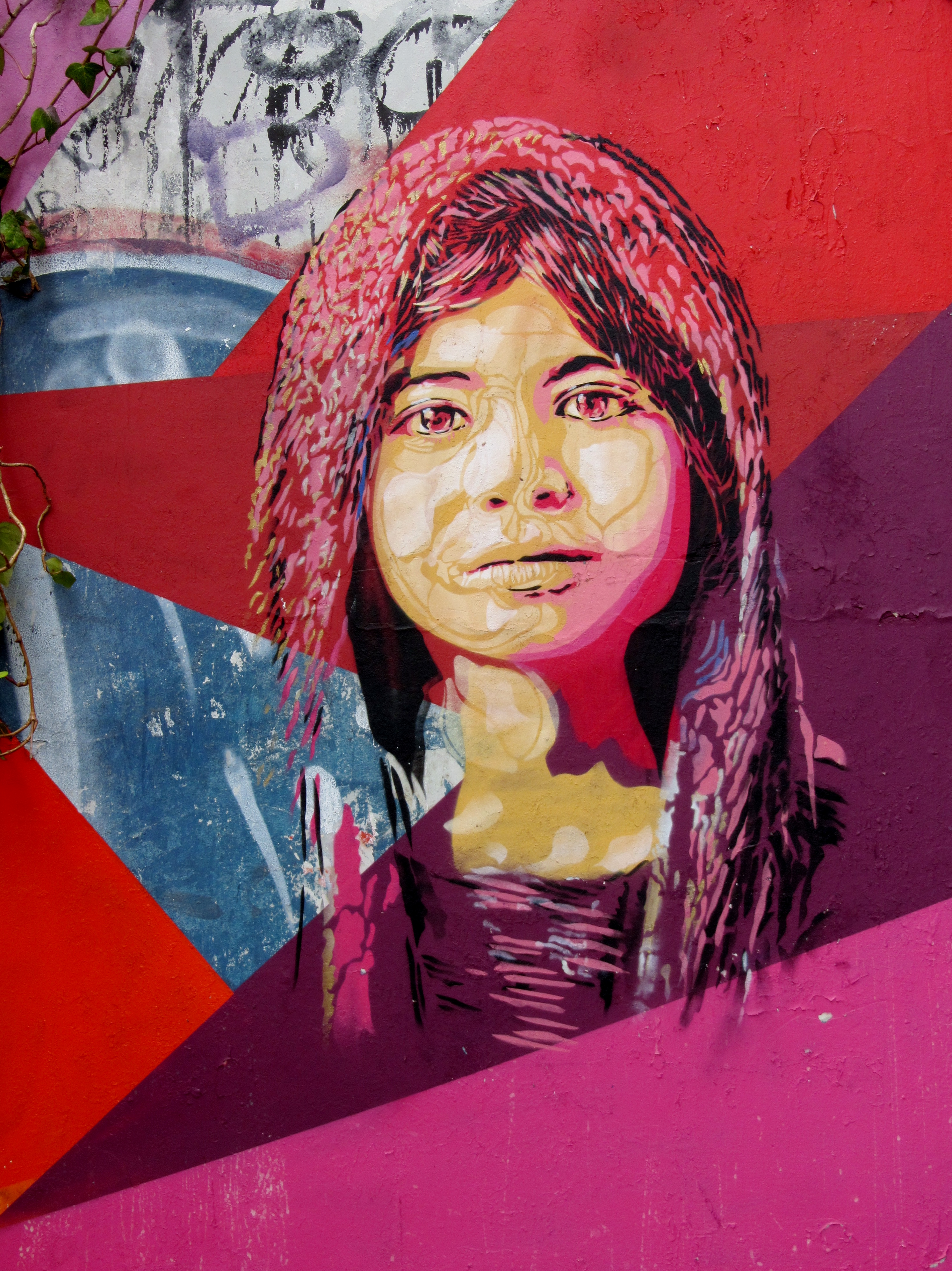
Mural pintado en Dimalow 371
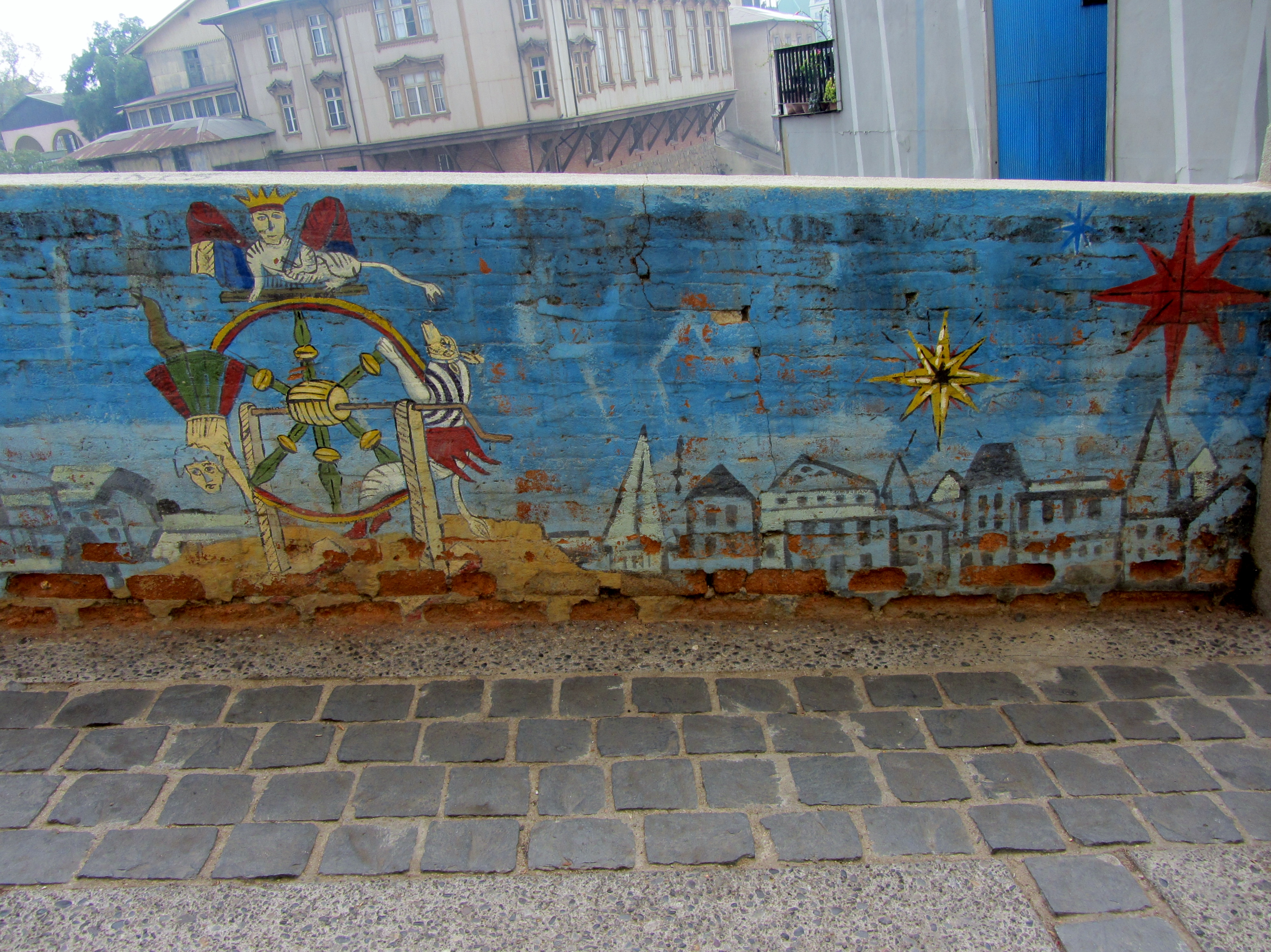
Grafitis en el paseo

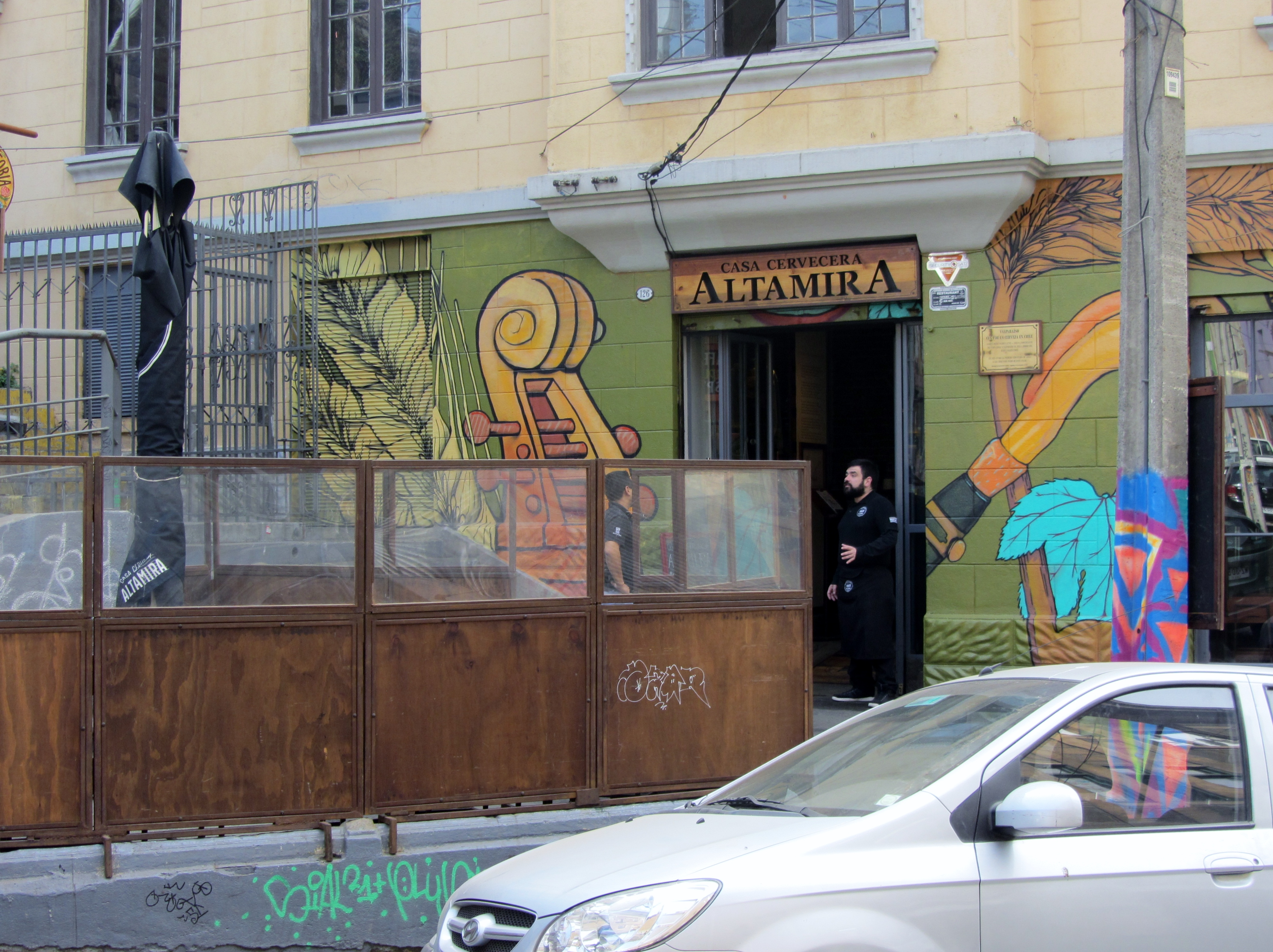
Mural en Casa Cervecera Altamira
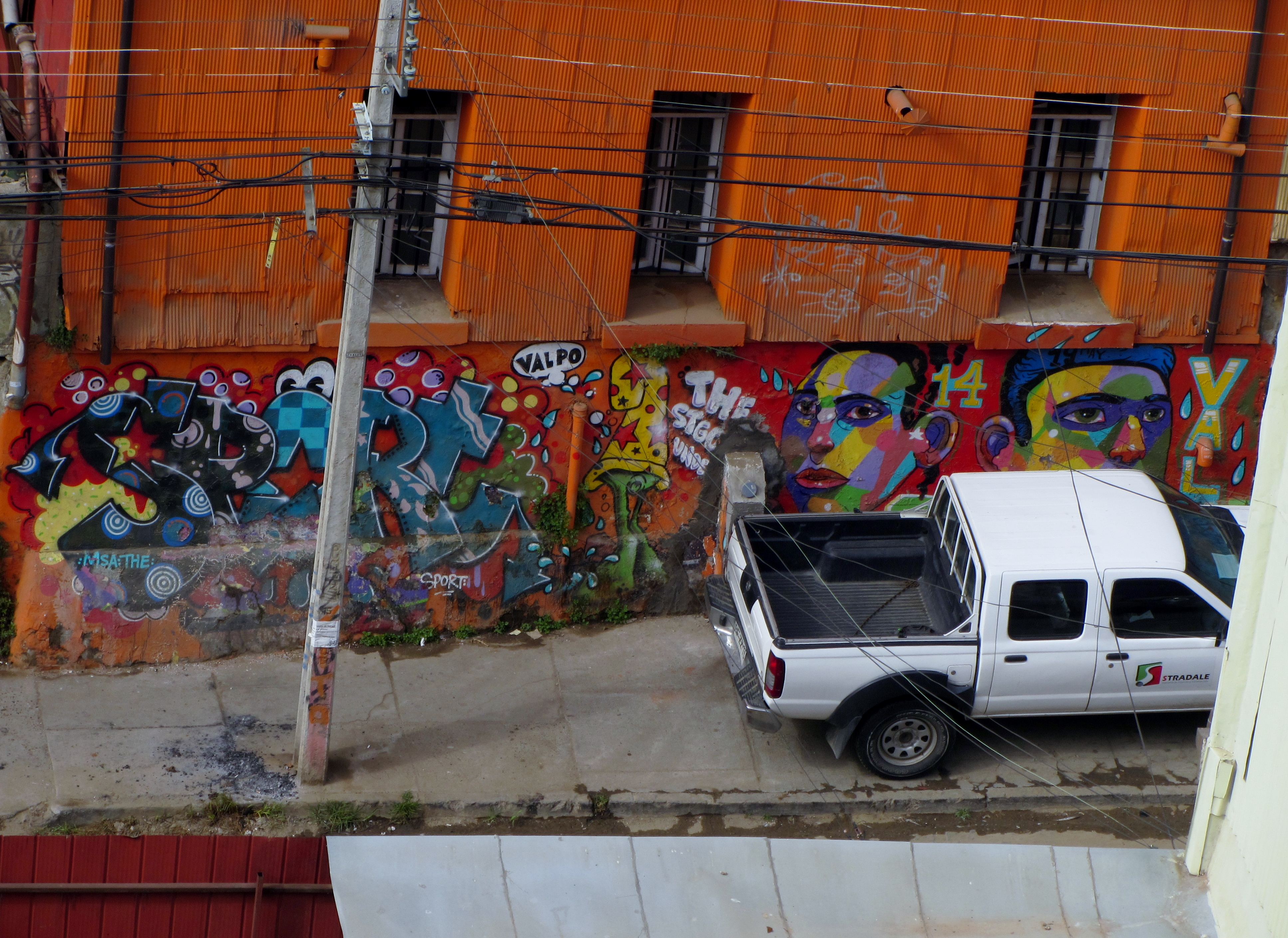
Vista desde la estación superior
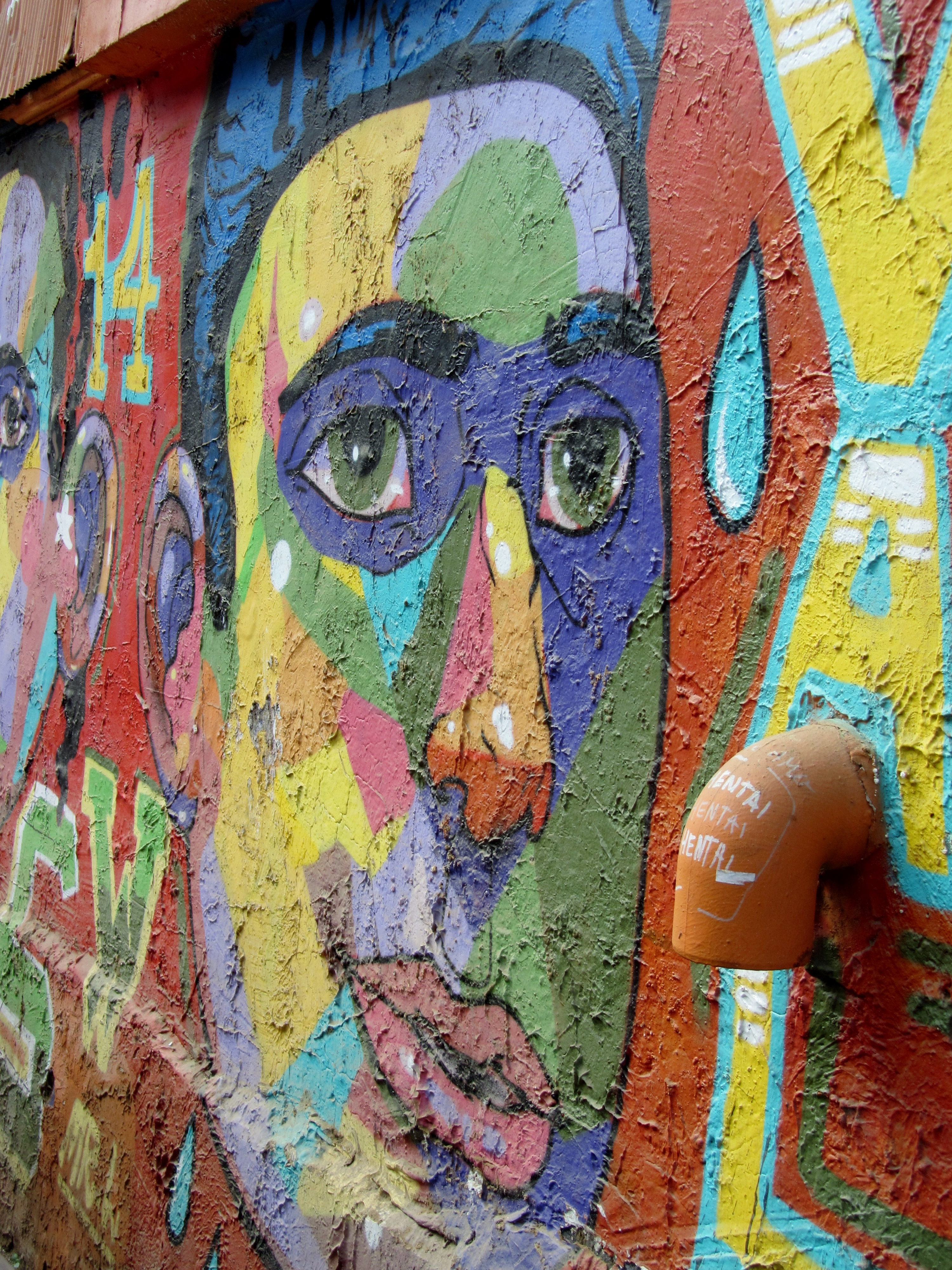
Mural de Larobotdemadera
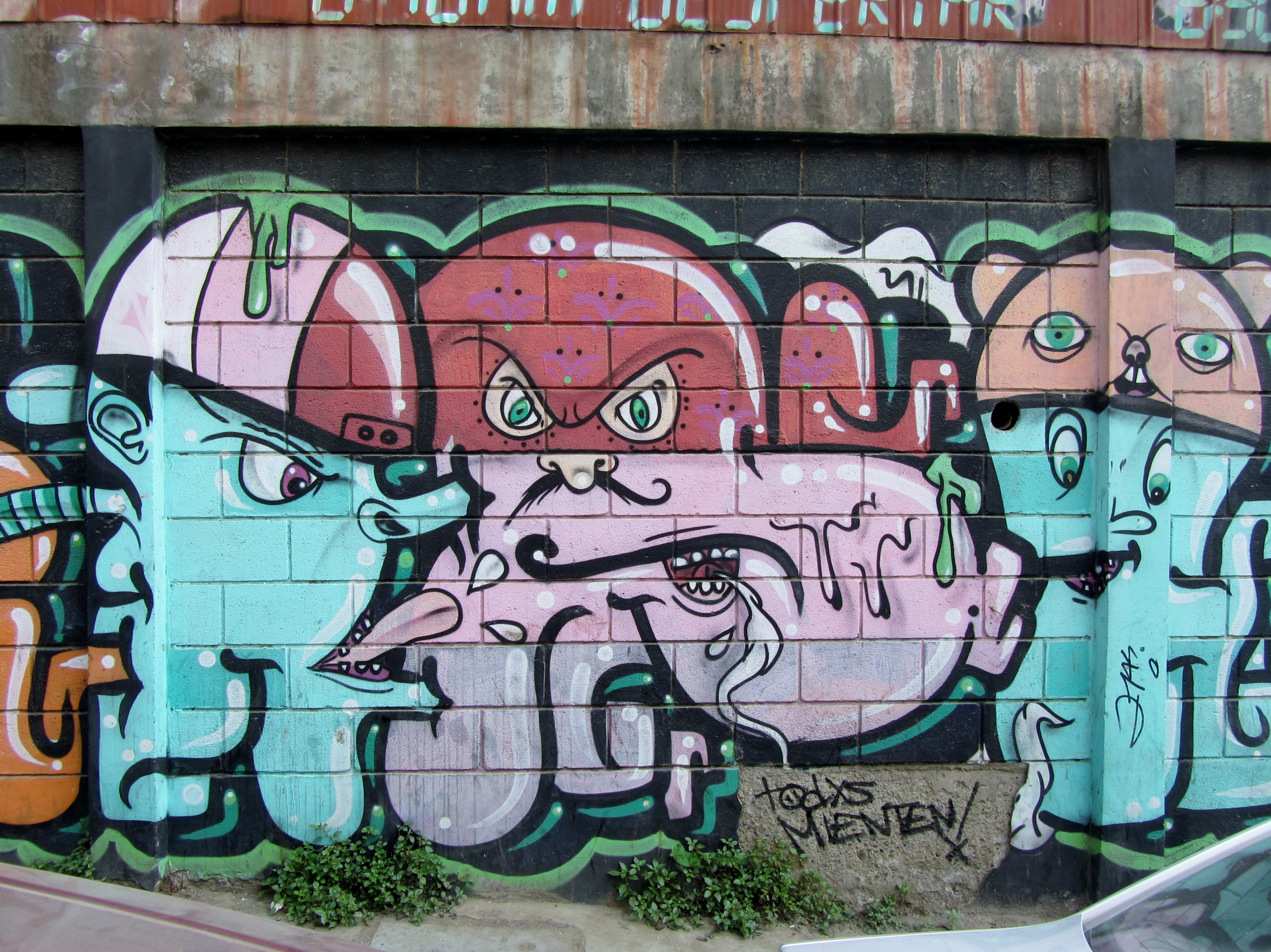
Junto a la estación inferior
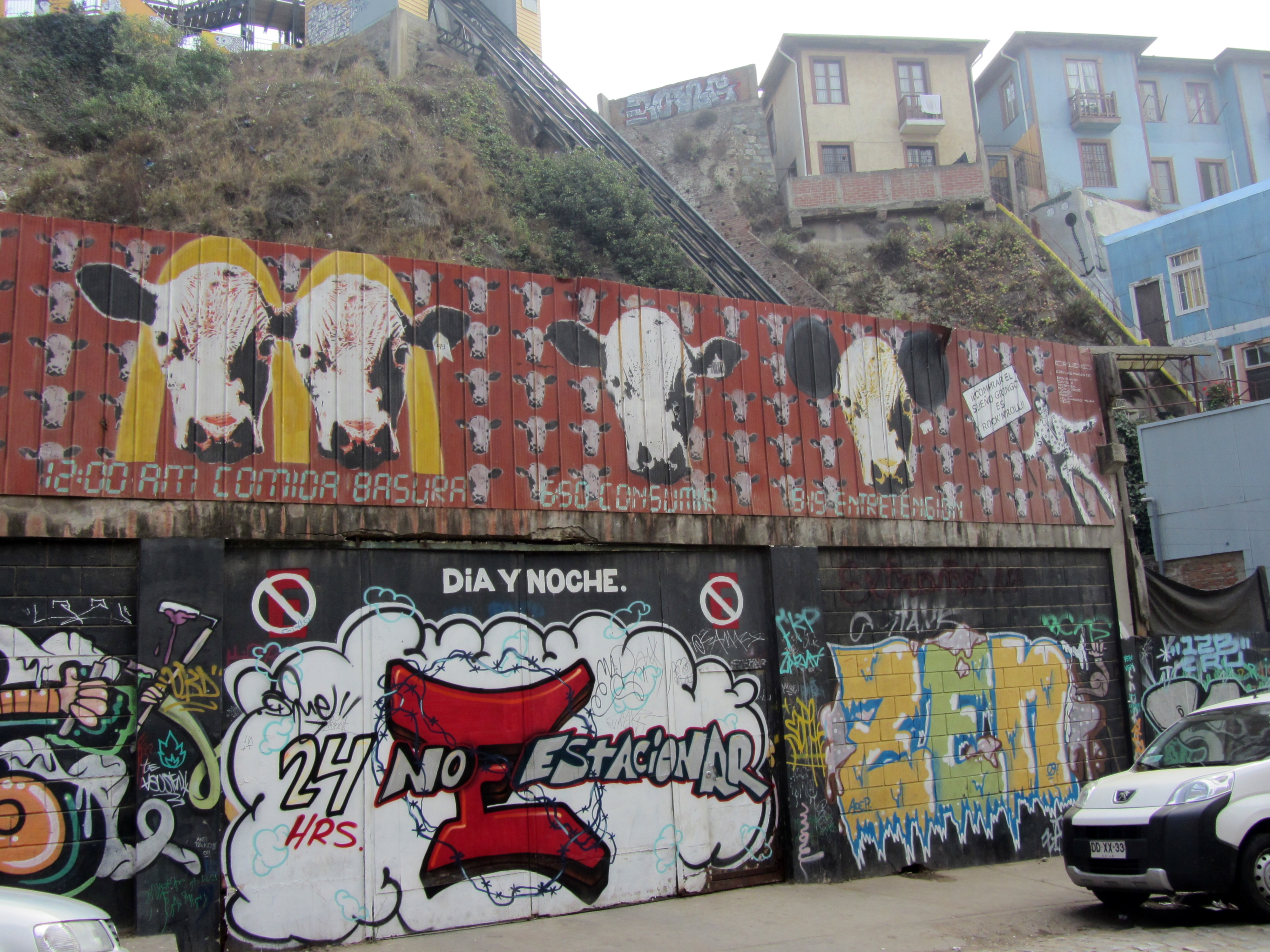
Grafitis con vista a los rieles